# رأس كامبوني
رأس كامبوني (بالصومالية: Raas kambooni)‏، هي بلدة في منطقة بادهادي بمنطقة جوبا السفلى في الصومال، تقع على شبه جزيرة بالقرب من الحدود مع كينيا. وتقع المدينة على بعد 274 كيلومترا جنوب كيسمايو. قال مسؤولون أمريكيون إنها كانت بمثابة معسكر تدريب لحركة الاتحاد الإسلامي «المرتبطة بتنظيم القاعدة». وأفادت صحيفة الشرق الأوسط في مايو 1999 أن القاعدة كانت تقوم بتركيب معدات اتصالات متطورة في المعسكر.
في 2 مارس 2002 عُقدت جلسة إحاطة في البنتاغون لمناقشة إمكانية خطورة معسكر التدريب في المدينة على المصالح الأمريكية. وفي ديسمبر 2002 أنشأت الولايات المتحدة قوة العمل المشتركة الموحدة في القرن الأفريقي لمراقبة التطورات في المنطقة. غزت المدينة القوات الأثيوبية في 5 يناير 2007 فيما يُعرف بـ معركة رأس كامبوني، وفي 7 يناير 2007 دخلت الولايات المتحدة الصراع عن طريق شن غارات جوية باستخدام طائرة حربية من طراز AC-130. ونشأ قلق وجدل دوليان بشأن الخسائر البشرية في صفوف المدنيين بسبب الضربات الجوية الأمريكية، وما إذا كانت هذه نتيجة لأعمال أمريكية أو طائرات إثيوبية تعمل في المنطقة. ثم سقطت المدينة في أيدي الحكومة الاتحادية الانتقالية والقوات الإثيوبية في 12 يناير 2007.